# Krzysztof Gawlikowski
Krzysztof Michał Gawlikowski (ur. 11 sierpnia 1940 w Międzyrzecu Podlaskim, zm. 2 marca 2021 w Warszawie) – polski sinolog i politolog, badacz chińskiej klasycznej myśli strategicznej, profesor zwyczajny nauk humanistycznych, założyciel i kierownik  Pracowni Dziejów Azji i Afryki Północnej XIX i XX w. w Instytucie Historii PAN, wykładowca na wielu uniwersytetach w Europie i w Azji, założyciel Centrum Badań Azji Wschodniej w Instytucie Studiów Politycznych PAN, założyciel Centrum Cywilizacji Azji Wschodniej Uniwersytetu SWPS.

## Życiorys
Był absolwentem Wydziału Psychologii na Uniwersytecie Warszawskim (1966), gdzie też studiował  sinologię, językoznawstwo, filozofię, socjologię i etnologię. Na Uniwersytecie Pekińskim studiował język chiński i historię Chin (1964–1966). W 1971 doktoryzował się na UW, a w 1977 - habilitował w dziedzinie historii w Instytucie Historii PAN. W IH PAN kierował Pracownią Dziejów Azji i Afryki Północnej XIX i XX w. (od 1977). Od 1981 pozostawał na emigracji w Europie Zachodniej. Przez wiele lat wykładał na uniwersytetach w Europie i w Azji, m.in.w: Istituto Universitario Orientale w Neapolu (największym centrum studiów orientalistycznych we Włoszech), École Pratique des Hautes Études (Sorbona) w Paryżu (prowadził seminarium doktoranckie o chińskiej myśli wojskowej), Renmin University of China w Pekinie, Waseda w Japonii, Chenchih w Tajpej, Thammasat w Bangkoku. W l. 80. i 90. XX w. współpracował z paryską „Kulturą”. W 1995 powrócił do Polski. Przez wiele lat pracował w Instytucie Studiów Politycznych PAN, gdzie założył i redagował  czasopismo „Azja-Pacyfik: Społeczeństwo-Polityka-Gospodarka” (Wydawnictwo Adam Marszałek, Toruń, od 1998), Założył też Centrum Cywilizacji Azji Wschodniej Uniwersytetu SWPS, później kierował Katedrą Studiów Azjatyckich na Uniwersytecie SWPS. Na nowo utworzonym kierunku studiów -  Studia azjatyckie – Chiny i Azja Wschodnia - prowadził zajęcia z zakresu klasycznej myśli chińskiej, religii Azji Wschodniej oraz odmienności kulturowych cywilizacji konfucjańskiej od zachodniej. Od 2014 organizował, a często także prowadził, otwarte dla publiczności, comiesięczne Debaty Azjatyckie w Bibliotece Publicznej m.st. Warszawy (przy ulicy Koszykowej 26/28), transmitowane na żywo w Internecie. W 2015 (w Instytucie Studiów Politycznych PAN) otrzymał tytuł profesora nauk społecznych. 
Prócz badań naukowych, sporządzał rozmaite ekspertyzy dla władz państwowych różnych krajów, w tym dla wielkich mocarstw (m.in. dla Chin), zajmował się także doradztwem dla biznesu.
Zajmował się klasyczną chińską myślą społeczno-polityczną, a szczególnie strategiczną, i kulturą wojskową, społecznymi i politycznymi tradycjami Azji Wschodniej oraz ich oddziaływaniem na współczesne przemiany, religijnością Azji Południowo-Wschodniej, badaniami porównawczymi tradycji zachodnich i wschodnioazjatyckich, a także problemami dialogu między cywilizacjami. Swym obszarem zainteresowań obejmował nie tylko Chiny, ale również Wietnam oraz Birmę. Ważniejsze studia poświęcił chińskiej myśli klasycznej, a szczególnie traktatowi Sunzi i klasycznej myśli strategicznej (były publikowane w języku chińskim i cytowane w literaturze naukowej w ChRL oraz na Tajwanie). Obszerne jego teksty na ten temat ukazały się także w monumentalnej pracy Science and Civilisation in China pod red. Josepha Needhama, Cambridge University Press (1994, t. V, cz. 6, s. 10-99), tłumaczonej również na język chiński.
Był autorem wielu innych prac naukowych, publikowanych także w językach angielskim i chińskim. 
Syn Konstantego i Zofii. Pochowany na  starym cmentarzu na Służewie.